# NGC 1524
NGC 1524 est une galaxie spirale intermédiaire (barrée ?) relativement éloignée et située dans la constellation de l'Éridan. NGC 1524 a été découverte par l'astronome américain Ormond Stone en 1885. NGC 1524 est la galaxie  boréale du couple galactique NGC 1516 découvert en 1786 par William Herschel.

## Caractéristiques
Sa vitesse par rapport au fond diffus cosmologique est de 9 854 ± 45 km/s, ce qui correspond à une distance de Hubble de 145 ± 10 Mpc (∼473 millions d'al).
NGC 1524 renferme des régions d'hydrogène ionisé.
En raison d'une  brillance de surface égale à 14,85 mag/am2, on peut qualifier NGC 1524 de galaxie à faible brillance de surface (LSB en anglais pour low surface brightness). Les galaxies LSB sont des galaxies diffuses (D) avec une brillance de surface inférieure de moins d'une magnitude à celle du ciel nocturne ambiant.

## Supernova
La supernova SN 2014dm a été découverte dans NGC 1524 le 27 septembre par l'astronome japonais Koichi Itagaki. Cette supernova était de type Ia.